# Burnupena cincta
Burnupena cincta is een soort in de klasse van de Gastropoda (Slakken).
Het dier komt uit het geslacht Burnupena en behoort tot de familie Buccinidae. Burnupena cincta werd in 1798 beschreven door Peter Friedrich Röding.